# Lenguas del Perú

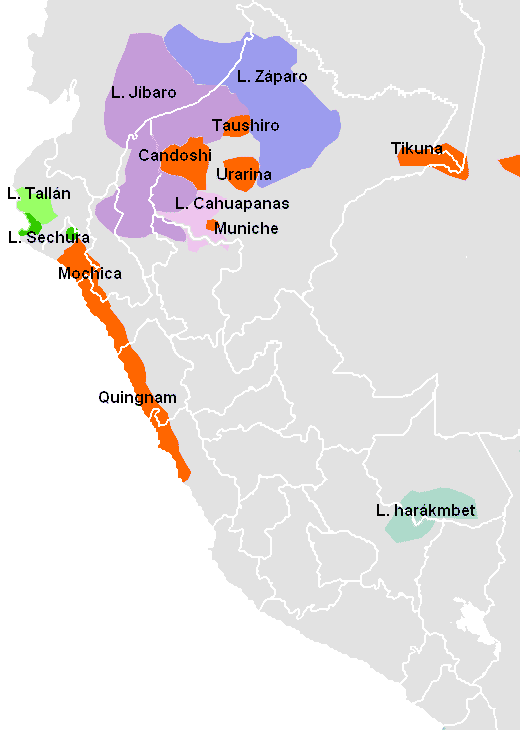
Pequeñas familias lingüísticas y lenguas aisladas de Perú.

El mapa lingüístico del Perú es bastante complejo e interesante. La lengua oficial es el castellano, que prácticamente ha sido difundido a nivel nacional a través de la escolarización desde la época de José Pardo, siendo también lenguas oficiales el quechua (desde 1973), aymara y las demás lenguas indígenas pero solo en las zonas donde predominen.
Con respecto a idiomas extranjeros,  el 4% de peruanos domina el idioma inglés.
Se estima que, a inicios del siglo XXI, en este país multilingüe se habla un conjunto grande y heterogéneo de una cincuentena de lenguas vernáculas: Tiene 48 lenguas según la división dialectal que se considere.
La gran mayoría de estas lenguas son indígenas, aunque la lengua más extendida es la española, siendo la lengua materna del 93% de los habitantes.
El castellano es seguido por las lenguas originarias, principalmente las lenguas quechuas (5% en conjunto) y el idioma aimara (1%), así como por las lenguas amazónicas (1%) y el lenguaje de signos. En las zonas urbanas del país, especialmente en la región costeña, predomina el monolingüismo del castellano; mientras que en muchas zonas rurales del país, particularmente en la Amazonia, prevalecen las poblaciones multilingües.
El Día de las Lenguas Originarias del Perú se celebra el 27 de mayo de cada año.

## Situación lingüística

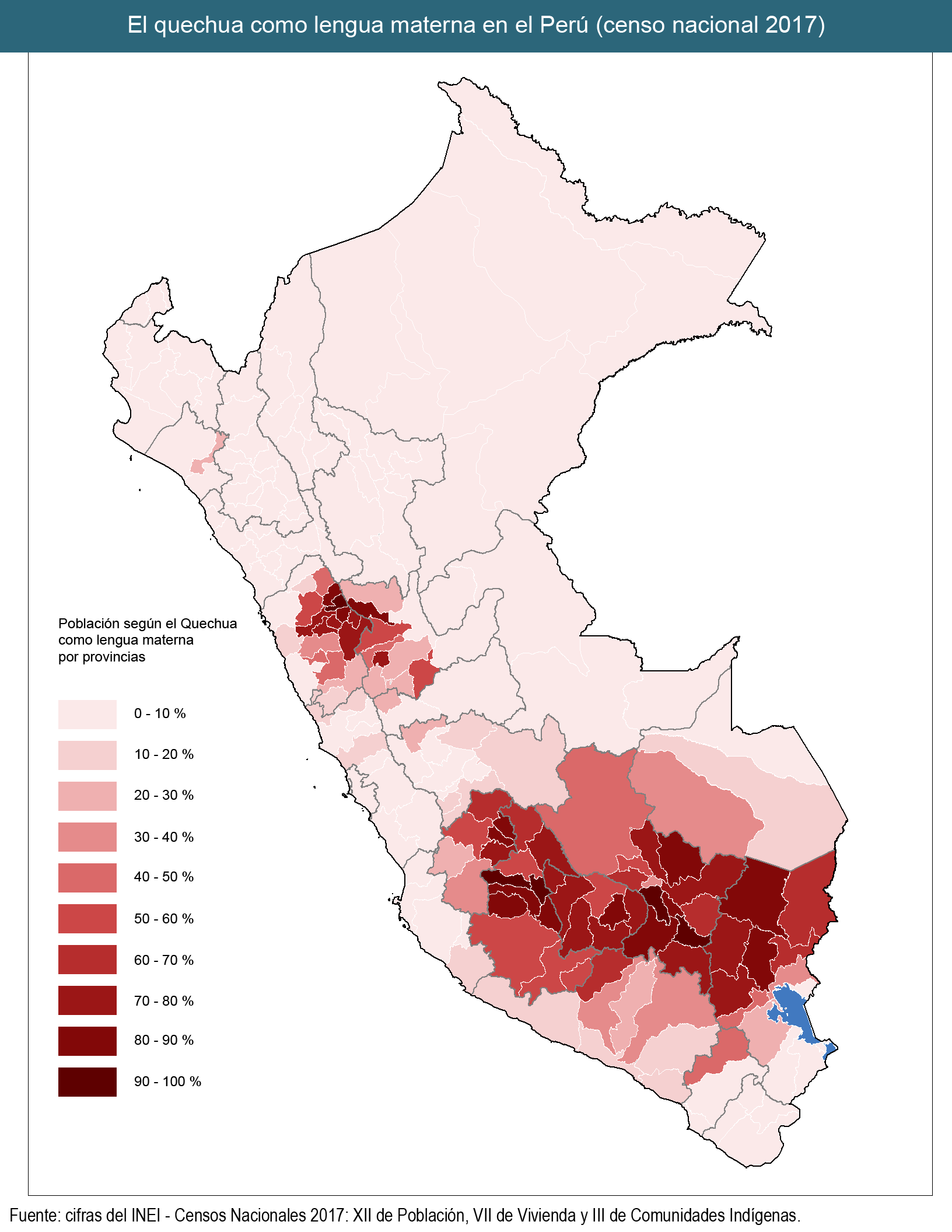
Mapa del Perú que muestra la distribución de las personas cuya lengua materna es el quechua por provincias.

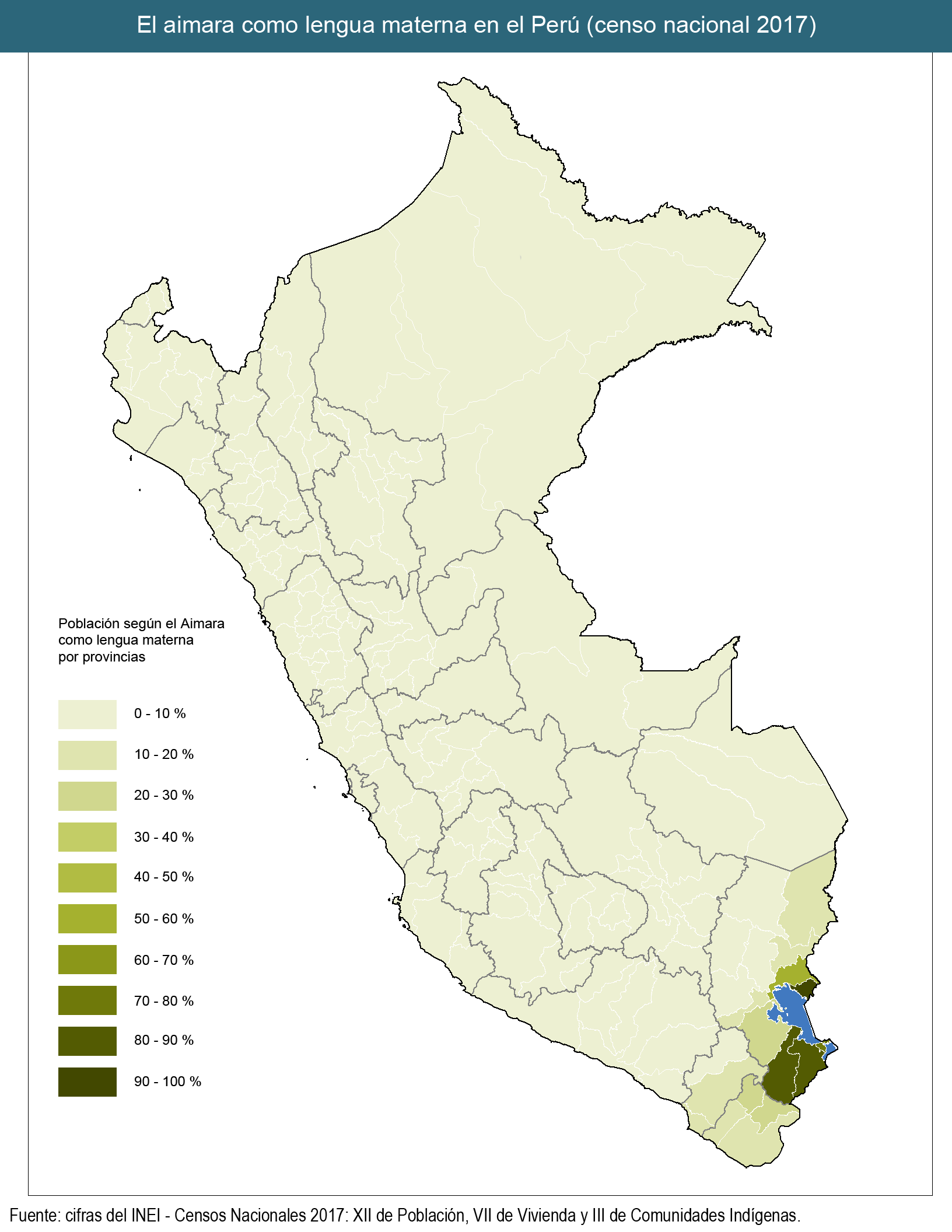
Mapa del Perú que muestra la distribución de las personas cuya lengua materna es el aimara por provincias.

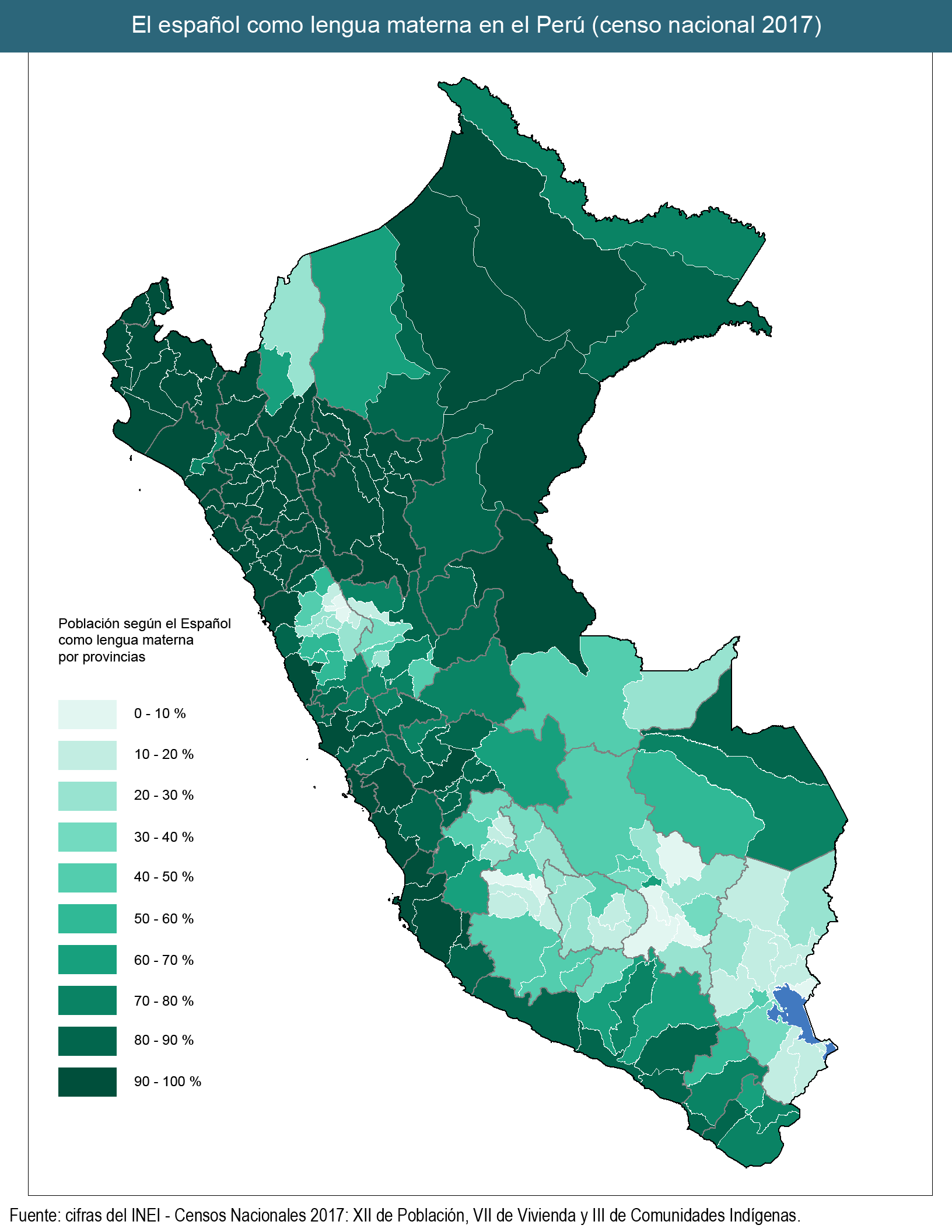
Mapa del Perú que muestra la distribución de las personas cuya lengua materna es el español por provincias.

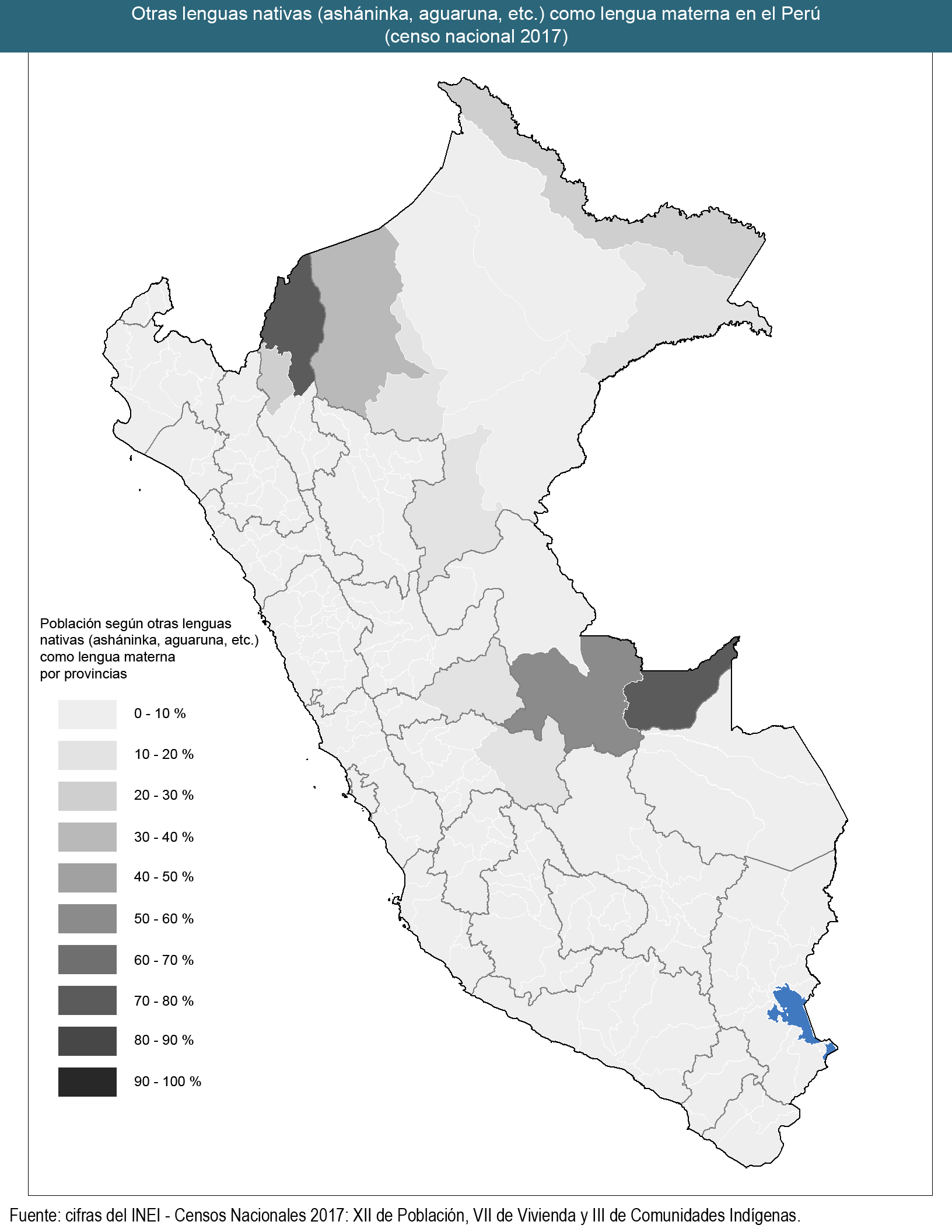
Mapa del Perú que muestra la distribución de las personas cuya lengua materna es alguna otra lengua nativa (asháninka, awajún, etc.) por provincias.

Según Peter Landerman los jesuitas tradujeron fragmentos del canon cristiano a unas 150 lenguas indígenas de la Amazonía peruana, de las cuales en la actualidad sobreviven sólo unas 48.

### Legislación lingüística
A nivel político, son idiomas oficiales el castellano y, en las zonas donde predominan, el quechua, el aimara y las demás lenguas aborígenes. Esta fecha se remonta a 1975 con el reconocimiento del quechua como lengua oficial de la República y la publicación del Decreto Ley n.° 21156 que instauraba el Día del Idioma Nativo.
La Ley de lenguas o Ley que regula el uso, preservación, desarrollo, recuperación, fomento y difusión de las lenguas originarias del Perú, Ley n. 29735, es la ley vigente aprobada el 2 de julio de 2011.
La Política Nacional de Lenguas Originarias, Tradición Oral e Interculturalidad (PNLOTI) fue aprobada el 9 de agosto de 2017 a través del Decreto Supremo n.° 005-2017-MC del Ministerio de Cultura del Perú.

## Número de hablantes
En la Amazonia peruana se hablan más de cuarenta lenguas, que usualmente se agrupan en 17 familias y se diversifican en cerca de 120 variedades locales reconocibles.
| Lengua                 | 1993       | 1993       | 2007       | 2007       | 2017       | 2017       |
| Lengua                 | Total      | Porcentaje | Total      | Porcentaje | Total      | Porcentaje |
| ---------------------- | ---------- | ---------- | ---------- | ---------- | ---------- | ---------- |
| Castellano             | 15.405.014 | 80,27%     | 20.903.489 | 85,92%     | 23.178.478 | 82.94%     |
| Quechua                | 3.177.938  | 16,56%     | 3.360.331  | 13,21%     | 3.799.780  | 13.60%     |
| Aimara                 | 440.380    | 2,29%      | 443.248    | 1,76%      | 450.010    | 1.61%      |
| (Otra lengua aborigen) | 132.174    | 0,70%      | 223.941    | 0,91%      | 227.405    | 0.81%      |
| (Lengua extranjera)    | 35.118     | 0,18%      | 21.097     | 0,09%      | 49.876     | 0.18%      |
| (Sin respuesta /Sordo) | 117.979    |            | 28.905     |            | 240.511    |            |

## Lenguas indígenas
Las lenguas nativas se hablan, sobre todo, en los Andes centrales y en la selva amazónica. Un número considerable de las lenguas septentrionales andinas se hablaban en la costa norte y los Andes septentrionales, pero se extinguieron en este país durante el siglo XIX (ver idioma culli, idioma mochica, lenguas tallán). 
Las únicas lenguas nativas andinas en actual uso son el quechua, el aimara, el jaqaru, cholón (recientemente redescubriento, y cuenta con solo dos hablantes nativos) y el kawki; mientras que la región amazónica alberga una mayor variedad de lenguas, siendo las lenguas más habladas el asháninka y el awajún. Actualmente se ha definido más de 15 familias lingüísticas en el territorio peruano y aún otra quincena o más de lenguas aisladas y no clasificadas.
En la actualidad se sabe que las lenguas que pudieron haberse empleado en el Perú sobrepasan fácilmente las 300; incluso, cronistas como Acosta hablan de 700. Sin embargo, desde la época de conquista, durante el Virreinato y tras la independencia, la desaparición de los indígenas (por epidemias, trabajos forzados y mestizaje) y la discriminación antiindígena por parte de la población blanca y mestiza, así como del gobierno peruano (que impuso el español) redujeron el número de lenguas indígenas a menos de 100 en la actualidad. La siguiente lista es de las lenguas habladas hoy en día y aquellas extintas en el siglo XX o en extinción (en letra cursiva).

### Clasificación
Las nativas del Perú pertenecen a más de 15 familias lingüísticas probadas, estando documentadas además cerca otra quincena de lenguas más entre lenguas aisladas y lenguas no clasificadas, muchas de ellas extintas en la actualidad (estas son señaladas con el signo †). La siguiente lista recoge más de 95 lenguas entre lenguas vivas y lenguas extintas:
| Clasificación de las lenguas indígenas del Perú | | |                          |                                        |  |
| Familia | Grupo | Grupo | Lengua                   | Territorio                             |  |
| Lenguas aru Una familia demográfica e históricamente destacadas, la rama norte sufrió la presión expansiva del quechua, mientras que la rama sur sigue teniendo muchos hablantes.                                                                             | Aru septentrional | Aru septentrional | Jaqaru                   | Yauyos                                 |  |
| Lenguas aru Una familia demográfica e históricamente destacadas, la rama norte sufrió la presión expansiva del quechua, mientras que la rama sur sigue teniendo muchos hablantes.                                                                             | Aru septentrional | Aru septentrional | Kawki                    | Yauyos                                 |  |
| Lenguas aru Una familia demográfica e históricamente destacadas, la rama norte sufrió la presión expansiva del quechua, mientras que la rama sur sigue teniendo muchos hablantes.                                                                             | Aru meridional | Aru meridional | Aimara                   | Puno                                   |  |
| Lenguas arauanas Una pequeña familia con lenguas en Brasil y Perú. Algunos autores consideran que estas lenguas estarían emparentadas con el arawak. | Dení-kulina | Dení-kulina | Kulina                   | Ucayali                                |  |
| Lenguas arawak Se trata de la familia de lenguas amerindias con más lenguas en Sudamérica. | Septentrional | Noramazónico | Resígaro                 | Loreto                                 |  |
| Lenguas arawak Se trata de la familia de lenguas amerindias con más lenguas en Sudamérica. | Meridional | Suroeste | Iñapari                  | Madre de Dios                          |  |
| Lenguas arawak Se trata de la familia de lenguas amerindias con más lenguas en Sudamérica. | Meridional | Suroeste | Yine                     | Madre de Dios, Ucayali, Loreto         |  |
| Lenguas arawak Se trata de la familia de lenguas amerindias con más lenguas en Sudamérica. | Meridional | Campa | Asháninca                | Cuzco                                  |  |
| Lenguas arawak Se trata de la familia de lenguas amerindias con más lenguas en Sudamérica. | Meridional | Campa | Asheninca                | Cuzco                                  |  |
| Lenguas arawak Se trata de la familia de lenguas amerindias con más lenguas en Sudamérica. | Meridional | Campa | Axininca                 | Cuzco                                  |  |
| Lenguas arawak Se trata de la familia de lenguas amerindias con más lenguas en Sudamérica. | Meridional | Campa | Campa de Pajonal         | Cuzco                                  |  |
| Lenguas arawak Se trata de la familia de lenguas amerindias con más lenguas en Sudamérica. | Meridional | Campa | Caquinte                 | Cuzco                                  |  |
| Lenguas arawak Se trata de la familia de lenguas amerindias con más lenguas en Sudamérica. | Meridional | Campa | Machiguenga              | Cuzco                                  |  |
| Lenguas arawak Se trata de la familia de lenguas amerindias con más lenguas en Sudamérica. | Meridional | Campa | Nomatsiguenga            | Cuzco                                  |  |
| Lenguas arawak Se trata de la familia de lenguas amerindias con más lenguas en Sudamérica. | Meridional | Amuesha-Chamicuro | Amuesha                  | Cuzco                                  |  |
| Lenguas arawak Se trata de la familia de lenguas amerindias con más lenguas en Sudamérica. | Meridional | Amuesha-Chamicuro | Chamicuro (†)            | Loreto                                 |  |
| Lenguas bora-witoto Algunos autores cuestionan que las lengas bora y las lenguas huitoto formen una única familia debido a las grandes divertencias entre los dos grupos.                                                                                     | Bora | Bora | Bora                     | Loreto                                 |  |
| Lenguas bora-witoto Algunos autores cuestionan que las lengas bora y las lenguas huitoto formen una única familia debido a las grandes divertencias entre los dos grupos.                                                                                     | Bora | Bora | Muinane                  | Loreto                                 |  |
| Lenguas bora-witoto Algunos autores cuestionan que las lengas bora y las lenguas huitoto formen una única familia debido a las grandes divertencias entre los dos grupos.                                                                                     | Witoto | Witoto | Coixama                  | Loreto                                 |  |
| Lenguas bora-witoto Algunos autores cuestionan que las lengas bora y las lenguas huitoto formen una única familia debido a las grandes divertencias entre los dos grupos.                                                                                     | Witoto | Witoto | Meneca                   | Amazonas                               |  |
| Lenguas bora-witoto Algunos autores cuestionan que las lengas bora y las lenguas huitoto formen una única familia debido a las grandes divertencias entre los dos grupos.                                                                                     | Witoto | Witoto | Murui                    |                                        |  |
| Lenguas bora-witoto Algunos autores cuestionan que las lengas bora y las lenguas huitoto formen una única familia debido a las grandes divertencias entre los dos grupos.                                                                                     | Witoto | Witoto | Nonuya                   |                                        |  |
| Lenguas bora-witoto Algunos autores cuestionan que las lengas bora y las lenguas huitoto formen una única familia debido a las grandes divertencias entre los dos grupos.                                                                                     | Witoto | Witoto | Nüpode witoto            | Loreto                                 |  |
| Lenguas bora-witoto Algunos autores cuestionan que las lengas bora y las lenguas huitoto formen una única familia debido a las grandes divertencias entre los dos grupos.                                                                                     | Witoto | Witoto | Ocaina                   | Loreto                                 |  |
| Lenguas cahuapanas . | Lenguas cahuapanas . | Lenguas cahuapanas . | Cayahuita-Cahuapana (†)  | Loreto                                 |  |
| Lenguas cahuapanas . | Lenguas cahuapanas . | Lenguas cahuapanas . | Jébero                   | Loreto                                 |  |
| Lenguas candoshi-chirino . | Lenguas candoshi-chirino . | Lenguas candoshi-chirino . | Candoshi                 | Loreto                                 |  |
| Lenguas candoshi-chirino . | Lenguas candoshi-chirino . | Lenguas candoshi-chirino . | Chirino (†)              | Amazonas, Cajamarca                    |  |
| Lenguas harákmbet . | Lenguas harákmbet . | Lenguas harákmbet . | Amarakaeri               | Madre de Dios                          |  |
| Lenguas harákmbet . | Lenguas harákmbet . | Lenguas harákmbet . | Huachipaeri              | Madre de Dios                          |  |
| Lenguas hibito-cholón . | Lenguas hibito-cholón . | Lenguas hibito-cholón . | Cholón                   | San Martín, Huánuco                    |  |
| Lenguas hibito-cholón . | Lenguas hibito-cholón . | Lenguas hibito-cholón . | Hibito (†)               | San Martín                             |  |
| Lenguas jívaras . | Awajún | Awajún | Awajún                   | Amazonas, Cajamarca, San Martín        |  |
| Lenguas jívaras . | Shuar-Huambisa | Shuar-Huambisa | Achuar                   | Loreto                                 |  |
| Lenguas jívaras . | Shuar-Huambisa | Shuar-Huambisa | Huambisa                 | Amazonas, Loreto                       |  |
| Lenguas pano-tacanas Una de las familias con más lenguas diferentes en Perú. | Pano | Yaminawa | Amahuaca                 | Madre de Dios, Ucayali                 |  |
| Lenguas pano-tacanas Una de las familias con más lenguas diferentes en Perú. | Pano | Yaminawa | Cashinahua               | Ucayali                                |  |
| Lenguas pano-tacanas Una de las familias con más lenguas diferentes en Perú. | Pano | Yaminawa | Sharanahua               | Ucayali                                |  |
| Lenguas pano-tacanas Una de las familias con más lenguas diferentes en Perú. | Pano | Yaminawa | Yaminawa                 | Ucayali                                |  |
| Lenguas pano-tacanas Una de las familias con más lenguas diferentes en Perú. | Pano | Chacobo | Arazaire (†)             | Cuzco                                  |  |
| Lenguas pano-tacanas Una de las familias con más lenguas diferentes en Perú. | Pano | Chacobo | Atsahuaca (†)            | Madre de Dios                          |  |
| Lenguas pano-tacanas Una de las familias con más lenguas diferentes en Perú. | Pano | Chacobo | Yamiaca (†)              | Madre de Dios                          |  |
| Lenguas pano-tacanas Una de las familias con más lenguas diferentes en Perú. | Pano | Capanawa | Capanahua                | Loreto                                 |  |
| Lenguas pano-tacanas Una de las familias con más lenguas diferentes en Perú. | Pano | Capanawa | Isconahua                | Ucayali                                |  |
| Lenguas pano-tacanas Una de las familias con más lenguas diferentes en Perú. | Pano | Capanawa | Marubo                   | Ucayali                                |  |
| Lenguas pano-tacanas Una de las familias con más lenguas diferentes en Perú. | Pano | Capanawa | Pánobo (†)               | Loreto                                 |  |
| Lenguas pano-tacanas Una de las familias con más lenguas diferentes en Perú. | Pano | Capanawa | Remo (†)                 | Loreto                                 |  |
| Lenguas pano-tacanas Una de las familias con más lenguas diferentes en Perú. | Pano | Capanawa | Shipibo                  | Ucayali                                |  |
| Lenguas pano-tacanas Una de las familias con más lenguas diferentes en Perú. | Pano | Otras | Cashibo                  | Ucayali, Huánuco                       |  |
| Lenguas pano-tacanas Una de las familias con más lenguas diferentes en Perú. | Pano | Otras | Mayo-Pisabo              | Loreto                                 |  |
| Lenguas pano-tacanas Una de las familias con más lenguas diferentes en Perú. | Pano | Otras | Mayoruna                 | Loreto                                 |  |
| Lenguas pano-tacanas Una de las familias con más lenguas diferentes en Perú. | Pano | Otras | Nahua                    | Cuzco, Madre de Dios, Ucayali          |  |
| Lenguas pano-tacanas Una de las familias con más lenguas diferentes en Perú. | Pano | Otras | Nocamán (†)              | Ucayali                                |  |
| Lenguas pano-tacanas Una de las familias con más lenguas diferentes en Perú. | Pano | Otras | Sensi (†)                | Loreto                                 |  |
| Lenguas pano-tacanas Una de las familias con más lenguas diferentes en Perú. | Tacano | Tacano | Ese'ejja                 | Madre de Dios                          |  |
| Lenguas peba-yagua . | Lenguas peba-yagua . | Lenguas peba-yagua . | Peba (†)                 | Loreto                                 |  |
| Lenguas peba-yagua . | Lenguas peba-yagua . | Lenguas peba-yagua . | Yagua                    | Loreto                                 |  |
| Lenguas peba-yagua . | Lenguas peba-yagua . | Lenguas peba-yagua . | Yameo (†)                | Loreto                                 |  |
| Lenguas quechuas Estas lenguas constituyen una familia de lenguas diferentes ya que no todas las variedades de quechuas son intercomprensibles. | Quechua I | Quechua I central | Quechua ancashino        | Áncash                                 |  |
| Lenguas quechuas Estas lenguas constituyen una familia de lenguas diferentes ya que no todas las variedades de quechuas son intercomprensibles. | Quechua I | Quechua I central | Quechua huanca           | Junín                                  |  |
| Lenguas quechuas Estas lenguas constituyen una familia de lenguas diferentes ya que no todas las variedades de quechuas son intercomprensibles. | Quechua I | Quechua I central | Quechua yaru             | Junín, Pasco                           |  |
| Lenguas quechuas Estas lenguas constituyen una familia de lenguas diferentes ya que no todas las variedades de quechuas son intercomprensibles. | Quechua I | Quechua I periférico | Quechua de Pacaraos      | Distrito de Pacaraos (Huaral)          |  |
| Lenguas quechuas Estas lenguas constituyen una familia de lenguas diferentes ya que no todas las variedades de quechuas son intercomprensibles. | Quechua II | Quechua II-A | Quechua cajamarquino     | Provincia de Cajamarca                 |  |
| Lenguas quechuas Estas lenguas constituyen una familia de lenguas diferentes ya que no todas las variedades de quechuas son intercomprensibles. | Quechua II | Quechua II-A | Quechua Incawasi-Cañaris | Distritos de Incahuasi y Cañaris       |  |
| Lenguas quechuas Estas lenguas constituyen una familia de lenguas diferentes ya que no todas las variedades de quechuas son intercomprensibles. | Quechua II | Quechua II-A | Quechua yauyino          | Provincia de Yauyos                    |  |
| Lenguas quechuas Estas lenguas constituyen una familia de lenguas diferentes ya que no todas las variedades de quechuas son intercomprensibles. | Quechua II | Quechua II-B | Quechua chachapoyano     | Provincias de Chachapoyas y Luya       |  |
| Lenguas quechuas Estas lenguas constituyen una familia de lenguas diferentes ya que no todas las variedades de quechuas son intercomprensibles. | Quechua II | Quechua II-B | Quechua lamista          | Provincia de Lamas, Valle del Huallaga |  |
| Lenguas quechuas Estas lenguas constituyen una familia de lenguas diferentes ya que no todas las variedades de quechuas son intercomprensibles. | Quechua II | Quechua II-B | Quichua norteño          | Loreto                                 |  |
| Lenguas quechuas Estas lenguas constituyen una familia de lenguas diferentes ya que no todas las variedades de quechuas son intercomprensibles. | Quechua II | Quechua II-C | Quechua ayacuchano       | Ayacucho, Huancavelica                 |  |
| Lenguas quechuas Estas lenguas constituyen una familia de lenguas diferentes ya que no todas las variedades de quechuas son intercomprensibles. | Quechua II | Quechua II-C | Quechua cuzqueño         | Cuzco                                  |  |
| Lenguas tallán-sechura Es un conjunto de lenguas mal conocidas, que están extintas desde finales del siglo XVIII o principios del XIX, la única información existente son algunas listas de vocabulario.                                                      | Atallano | Atallano | Catacaos                 | Distrito de Catacaos                   |  |
| Lenguas tallán-sechura Es un conjunto de lenguas mal conocidas, que están extintas desde finales del siglo XVIII o principios del XIX, la única información existente son algunas listas de vocabulario.                                                      | Atallano | Atallano | Colán                    | Distrito de Colán                      |  |
| Lenguas tallán-sechura Es un conjunto de lenguas mal conocidas, que están extintas desde finales del siglo XVIII o principios del XIX, la única información existente son algunas listas de vocabulario.                                                      | Sechura | Sechura | Olmos                    | Distrito de Olmos                      |  |
| Lenguas tallán-sechura Es un conjunto de lenguas mal conocidas, que están extintas desde finales del siglo XVIII o principios del XIX, la única información existente son algunas listas de vocabulario.                                                      | Sechura | Sechura | Sechura                  | Provincia de Sechura                   |  |
| Lenguas tucanas Esta familia está formada por gran número de lenguas localizadas en el sur de Colombia y en parte Brasil. | Occidental | Suroccidental | Orejón                   | Loreto                                 |  |
| Lenguas tupí Se trata de la familia de lenguas amerindias con más lenguas en Sudamérica, especialmente en Brasil. | tupí-guaraní | subgrupo III | Cocama-cocamilla         | Loreto                                 |  |
| Lenguas tupí Se trata de la familia de lenguas amerindias con más lenguas en Sudamérica, especialmente en Brasil. | tupí-guaraní | subgrupo III | Omagua                   | Loreto                                 |  |
| Lenguas záparas . | Grupo I | Grupo I | Cahuarano (†)?           | Loreto                                 |  |
| Lenguas záparas . | Grupo I | Grupo I | Iquito                   | Loreto                                 |  |
| Lenguas záparas . | Grupo II | Grupo II | Arabela                  | Loreto                                 |  |
| Lenguas záparas . | Grupo II | Grupo II | Andoa-shimigae (†)?      | Loreto                                 |  |
| Lenguas záparas . | Grupo II | Grupo II | Conambo (†)              | Loreto                                 |  |
| Lenguas záparas . | Grupo II | Grupo II | Záparo (†)?              | Loreto                                 |  |
| Lenguas aisladas Se ha intentado agrupar estas lenguas en familias más amplias, aunque sin éxito. | Lenguas aisladas Se ha intentado agrupar estas lenguas en familias más amplias, aunque sin éxito. | Lenguas aisladas Se ha intentado agrupar estas lenguas en familias más amplias, aunque sin éxito. | Culli (†)                | La libertad, Cajabamba                 |  |
| Lenguas aisladas Se ha intentado agrupar estas lenguas en familias más amplias, aunque sin éxito. | Lenguas aisladas Se ha intentado agrupar estas lenguas en familias más amplias, aunque sin éxito. | Lenguas aisladas Se ha intentado agrupar estas lenguas en familias más amplias, aunque sin éxito. | Mochica (†)              | Departamento de Lambayeque             |  |
| Lenguas aisladas Se ha intentado agrupar estas lenguas en familias más amplias, aunque sin éxito. | Lenguas aisladas Se ha intentado agrupar estas lenguas en familias más amplias, aunque sin éxito. | Lenguas aisladas Se ha intentado agrupar estas lenguas en familias más amplias, aunque sin éxito. | Munichi (†)              | Loreto                                 |  |
| Lenguas aisladas Se ha intentado agrupar estas lenguas en familias más amplias, aunque sin éxito. | Lenguas aisladas Se ha intentado agrupar estas lenguas en familias más amplias, aunque sin éxito. | Lenguas aisladas Se ha intentado agrupar estas lenguas en familias más amplias, aunque sin éxito. | Puquina (†)              | Alrededor del lago Titicaca            |  |
| Lenguas aisladas Se ha intentado agrupar estas lenguas en familias más amplias, aunque sin éxito. | Lenguas aisladas Se ha intentado agrupar estas lenguas en familias más amplias, aunque sin éxito. | Lenguas aisladas Se ha intentado agrupar estas lenguas en familias más amplias, aunque sin éxito. | Quingnam (†)             | Lima, Áncash, La Libertad              |  |
| Lenguas aisladas Se ha intentado agrupar estas lenguas en familias más amplias, aunque sin éxito. | Lenguas aisladas Se ha intentado agrupar estas lenguas en familias más amplias, aunque sin éxito. | Lenguas aisladas Se ha intentado agrupar estas lenguas en familias más amplias, aunque sin éxito. | Taushiro                 | Loreto                                 |  |
| Lenguas aisladas Se ha intentado agrupar estas lenguas en familias más amplias, aunque sin éxito. | Lenguas aisladas Se ha intentado agrupar estas lenguas en familias más amplias, aunque sin éxito. | Lenguas aisladas Se ha intentado agrupar estas lenguas en familias más amplias, aunque sin éxito. | Tikuna                   | Loreto                                 |  |
| Lenguas aisladas Se ha intentado agrupar estas lenguas en familias más amplias, aunque sin éxito. | Lenguas aisladas Se ha intentado agrupar estas lenguas en familias más amplias, aunque sin éxito. | Lenguas aisladas Se ha intentado agrupar estas lenguas en familias más amplias, aunque sin éxito. | Urarina                  | Loreto                                 |  |
| Lenguas no clasificadas Además existe un conjunto de lenguas con documentación muy escasa y referencias a lenguas de pueblos extinguidos, que no han podido ser clasificadas por falta de información. Ver por ejemplo Lenguas no clasificadas de Sudamérica. | Lenguas no clasificadas Además existe un conjunto de lenguas con documentación muy escasa y referencias a lenguas de pueblos extinguidos, que no han podido ser clasificadas por falta de información. Ver por ejemplo Lenguas no clasificadas de Sudamérica. | Lenguas no clasificadas Además existe un conjunto de lenguas con documentación muy escasa y referencias a lenguas de pueblos extinguidos, que no han podido ser clasificadas por falta de información. Ver por ejemplo Lenguas no clasificadas de Sudamérica. | Aguano (†)               | Loreto                                 |  |
| Lenguas no clasificadas Además existe un conjunto de lenguas con documentación muy escasa y referencias a lenguas de pueblos extinguidos, que no han podido ser clasificadas por falta de información. Ver por ejemplo Lenguas no clasificadas de Sudamérica. | Lenguas no clasificadas Además existe un conjunto de lenguas con documentación muy escasa y referencias a lenguas de pueblos extinguidos, que no han podido ser clasificadas por falta de información. Ver por ejemplo Lenguas no clasificadas de Sudamérica. | Lenguas no clasificadas Además existe un conjunto de lenguas con documentación muy escasa y referencias a lenguas de pueblos extinguidos, que no han podido ser clasificadas por falta de información. Ver por ejemplo Lenguas no clasificadas de Sudamérica. | Bagua (†)                | Amazonas, Cajamarca                    |  |
| Lenguas no clasificadas Además existe un conjunto de lenguas con documentación muy escasa y referencias a lenguas de pueblos extinguidos, que no han podido ser clasificadas por falta de información. Ver por ejemplo Lenguas no clasificadas de Sudamérica. | Lenguas no clasificadas Además existe un conjunto de lenguas con documentación muy escasa y referencias a lenguas de pueblos extinguidos, que no han podido ser clasificadas por falta de información. Ver por ejemplo Lenguas no clasificadas de Sudamérica. | Lenguas no clasificadas Además existe un conjunto de lenguas con documentación muy escasa y referencias a lenguas de pueblos extinguidos, que no han podido ser clasificadas por falta de información. Ver por ejemplo Lenguas no clasificadas de Sudamérica. | Chacha (†)               | La Libertad, San Martín                |  |
| Lenguas no clasificadas Además existe un conjunto de lenguas con documentación muy escasa y referencias a lenguas de pueblos extinguidos, que no han podido ser clasificadas por falta de información. Ver por ejemplo Lenguas no clasificadas de Sudamérica. | Lenguas no clasificadas Además existe un conjunto de lenguas con documentación muy escasa y referencias a lenguas de pueblos extinguidos, que no han podido ser clasificadas por falta de información. Ver por ejemplo Lenguas no clasificadas de Sudamérica. | Lenguas no clasificadas Además existe un conjunto de lenguas con documentación muy escasa y referencias a lenguas de pueblos extinguidos, que no han podido ser clasificadas por falta de información. Ver por ejemplo Lenguas no clasificadas de Sudamérica. | Copallén (†)             | Amazonas                               |  |
| Lenguas no clasificadas Además existe un conjunto de lenguas con documentación muy escasa y referencias a lenguas de pueblos extinguidos, que no han podido ser clasificadas por falta de información. Ver por ejemplo Lenguas no clasificadas de Sudamérica. | Lenguas no clasificadas Además existe un conjunto de lenguas con documentación muy escasa y referencias a lenguas de pueblos extinguidos, que no han podido ser clasificadas por falta de información. Ver por ejemplo Lenguas no clasificadas de Sudamérica. | Lenguas no clasificadas Además existe un conjunto de lenguas con documentación muy escasa y referencias a lenguas de pueblos extinguidos, que no han podido ser clasificadas por falta de información. Ver por ejemplo Lenguas no clasificadas de Sudamérica. | Omurano (†) (zápara?)    | Maynas                                 |  |
| Lenguas no clasificadas Además existe un conjunto de lenguas con documentación muy escasa y referencias a lenguas de pueblos extinguidos, que no han podido ser clasificadas por falta de información. Ver por ejemplo Lenguas no clasificadas de Sudamérica. | Lenguas no clasificadas Además existe un conjunto de lenguas con documentación muy escasa y referencias a lenguas de pueblos extinguidos, que no han podido ser clasificadas por falta de información. Ver por ejemplo Lenguas no clasificadas de Sudamérica. | Lenguas no clasificadas Además existe un conjunto de lenguas con documentación muy escasa y referencias a lenguas de pueblos extinguidos, que no han podido ser clasificadas por falta de información. Ver por ejemplo Lenguas no clasificadas de Sudamérica. | Patagón (†) (Caribe?)    | Amazonas, Cajamarca                    |  |
| Lenguas no clasificadas Además existe un conjunto de lenguas con documentación muy escasa y referencias a lenguas de pueblos extinguidos, que no han podido ser clasificadas por falta de información. Ver por ejemplo Lenguas no clasificadas de Sudamérica. | Lenguas no clasificadas Además existe un conjunto de lenguas con documentación muy escasa y referencias a lenguas de pueblos extinguidos, que no han podido ser clasificadas por falta de información. Ver por ejemplo Lenguas no clasificadas de Sudamérica. | Lenguas no clasificadas Además existe un conjunto de lenguas con documentación muy escasa y referencias a lenguas de pueblos extinguidos, que no han podido ser clasificadas por falta de información. Ver por ejemplo Lenguas no clasificadas de Sudamérica. | Sacata (†)               | Cajamarca                              |  |
| Lenguas no clasificadas Además existe un conjunto de lenguas con documentación muy escasa y referencias a lenguas de pueblos extinguidos, que no han podido ser clasificadas por falta de información. Ver por ejemplo Lenguas no clasificadas de Sudamérica. | Lenguas no clasificadas Además existe un conjunto de lenguas con documentación muy escasa y referencias a lenguas de pueblos extinguidos, que no han podido ser clasificadas por falta de información. Ver por ejemplo Lenguas no clasificadas de Sudamérica. | Lenguas no clasificadas Además existe un conjunto de lenguas con documentación muy escasa y referencias a lenguas de pueblos extinguidos, que no han podido ser clasificadas por falta de información. Ver por ejemplo Lenguas no clasificadas de Sudamérica. | Tabancale (†)            | Cajamarca                              |  |
| Lenguas no clasificadas Además existe un conjunto de lenguas con documentación muy escasa y referencias a lenguas de pueblos extinguidos, que no han podido ser clasificadas por falta de información. Ver por ejemplo Lenguas no clasificadas de Sudamérica. | Lenguas no clasificadas Además existe un conjunto de lenguas con documentación muy escasa y referencias a lenguas de pueblos extinguidos, que no han podido ser clasificadas por falta de información. Ver por ejemplo Lenguas no clasificadas de Sudamérica. | Lenguas no clasificadas Además existe un conjunto de lenguas con documentación muy escasa y referencias a lenguas de pueblos extinguidos, que no han podido ser clasificadas por falta de información. Ver por ejemplo Lenguas no clasificadas de Sudamérica. | Terikaka (†) (zápara?)   | Loreto                                 |  |
| | | |                          |                                        |  |

### Quechua

Distribución geográfica de las principales divisiones de la familia quechua.

El quechua es la segunda lengua del país, por número de hablantes. Tiene oficialidad donde sea predominante, aunque desde el punto de vista lingüístico debe entenderse como una familia de lenguas emparentadas o como una macrolengua, así por ejemplo Ethnologue distingue más de 25 variedades de quechua en Perú. De hecho los 4 grupos principales en que se divide el quechua (Quechua I, Quechua IIA, Quechua IIB y Quechua IIC), los cuatro están representados en Perú.

### Aimara
El aimara es la tercera lengua del país, por número de hablantes, con cerca de medio millón de hablantes en Perú. Predomina actualmente en el sur del país, en los departamentos de Puno, Moquegua y Tacna.

### Lenguas amazónicas

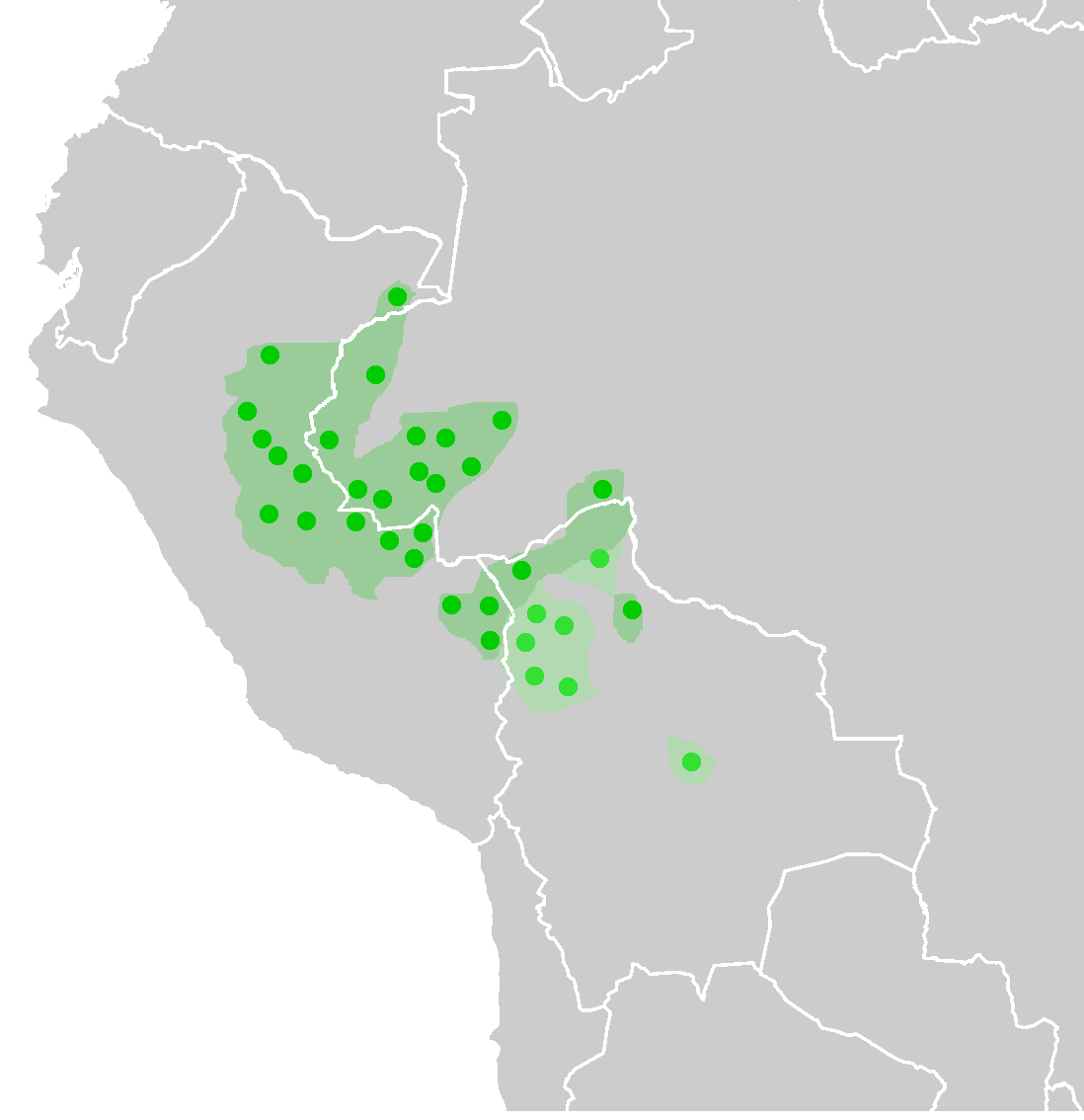
Lenguas pano-tacanas: Lenguas pano (verde oscuro) y lenguas takana (verde claro), los puntos indican la localización documentada de las lenguas.

El resto de lenguas indígenas de Perú cuentan con más de 105 000 hablantes en conjunto y se hablan básicamente en el oriente y norte del país, en los departamentos de Loreto, Madre de Dios y Ucayali. El norte de Perú (Loreto) es probablemente la parte más diversa del país desde el punto de vista lingüístico, ya que en ella abundan las pequeñas familias de lenguas y lenguas aisladas. 
En el norte de Perú se encuentran cinco pequeñas familias: las cahuapana, jívara, zápara, peba-yagua y bora-witoto, estas familias se hablan principalmente en el departamento de Loreto, así como en áreas adyacentes de Brasil, Colombia y Ecuador. La mayoría de estos grupos fueron diezmados en el "boom del caucho" a principios del siglo XX. En la región del río Putumayo la población cayó de cincuenta mil a entre siete mil y diez mil en la primera década del siglo XX.
En el departamento de Ucayali predominan las lenguas pano, mientras que en la selva alta (montañosa) de la cuenca del río Ucayali predominan las lenguas arahuacas meridionales.

### Lenguas de señas
La Lengua de señas peruana (LSP) es usada por la comunidad sorda del país. El censo del 2007 no incluyó ninguna pregunta sobre la LSP, pero eso se ha corregido en el 2017, aunque los resultados no están disponibles todavía.

## Idiomas alóctonos
Un idioma alóctono de un territorio, es una lengua cuyo origen histórico trazable es conocido y cae fuera de dicho territorio y fue llevado a ese territorio por conquista, inmigración o colonización.

### El español de Perú
El idioma más hablado en el Perú es el español, que cuenta con doce dialectos en este país: el español tumbesino, piurano y chiclayano en la costa norte; el ribereño, desde Trujillo hasta Lima; el español andino que se divide en cuatro subvariedades, el cajamarquino, el de la sierra central, el arequipeño, y el de la sierra sur; y el español amazónico que se divide en el español de selva alta, el de selva baja y el español de la frontera con Brasil.

### Otros idiomas alóctonos
Además del español, que es la lengua alóctona por excelencia, existen otras lenguas no originarias del Perú, habladas actualmente como resultado de procesos migratorios.
Si bien es cierto que existe un gran número de colonias de extranjeros en el Perú, la mayoría de estas abandonó su lengua originaria en favor del español. Entre las comunidades principales de inmigrantes están extendidos el japonés, el chino mandarín y el chino cantonés como ejemplos más claros, y en mucha menor medida, el alemán (selva central en Pozuzo y Oxapampa), el italiano (áreas urbanas de Lima y Arequipa), el árabe y el hindustaní (dialecto urdú). Estos dos últimos son producto de las recientes oleadas inmigrantes desde Palestina y Pakistán. El francés también es una lengua que se está arraigando en el departamento de Loreto ya que por medio de una campaña de la Alianza Francesa, el francés fue bien recibido por la población peruana en especial la iquiteña. Últimamente también tienen mucha influencia el inglés (Amazonas), y por la cantidad de turistas y residentes estadounidenses y británicos, el portugués y el portuñol, es bastante usado en las regiones fronterizas de Ucayali, Loreto y Madre de Dios

## Lenguas y dialectos del Perú que se extinguirán pronto
En el Perú existen 107 idiomas que se habrán convertido en lenguas muertas para el final del siglo XXI.
- Achuar-Shiwiar
- Aguano
- Ajyíninka Apurucayali
- Amahuaca
- Amarakaeri
- Andoa
- Arabela
- Asháninka
- Ashéninka, Pajonal
- Ashéninka, Perené
- Ashéninka, Pichis
- Ashéninka, South Ucayali
- Ashéninka, Ucayali-Yurúa
- Atsahuaca
- Aushiri
- Awajún
- Awishira
- Aimara, Central
- Aimara, Southern
- Bora
- Cahuarano
- Capanahua
- Caquinte
- Chamicuro
- Culina
- Ese Eja
- Hibito
- Huachipaeri
- Iquitu
- Isconahua
- Iñapari
- Jaqaru
- Jebero
- Kakataibo-Kashibo
- Kandozi-Chapra
- Kashinawa
- Kukama-Kukamiria
- Maijuna
- Mashco Piro
- Matses
- Matsigenka
- Mochica
- Muniche
- Nanti
- Nomatsigenga
- Nonuya
- Ocaina
- Omagua
- Omurano
- Panobo
- Peruvian Sign Language
- Pisabo
- Puquina
- Quechua, Ambo-Pasco
- Quechua, Arequipa-La Unión
- Quechua, Ayacucho
- Quechua, Cajamarca
- Quechua, Cajatambo North Lima
- Quechua, Chachapoyas
- Quechua, Chaupihuaranga
- Quechua, Chincha
- Quechua, Chiquián
- Quechua, Corongo Ancash
- Quechua, Cusco
- Quechua, Eastern Apurímac
- Quechua, Huallaga
- Quechua, Huamalíes-Dos de Mayo Huánuco
- Quechua, Huaylas Ancash
- Quechua, Huaylla Wanca
- Quechua, Jauja Wanca
- Quechua, Lambayeque
- Quechua, Margos-Yarowilca-Lauricocha
- Quechua, North Junín
- Quechua, Northern Conchucos Ancash
- Quechua, Pacaraos
- Quechua, Panao
- Quechua, Puno
- Quechua, San Martín
- Quechua, Santa Ana de Tusi Pasco
- Quechua, Sihuas Ancash
- Quechua, Southern Conchucos
- Quechua, Southern Pastaza
- Quechua, Yauyos
- Quichua, Napo
- Quichua, Northern Pastaza
- Remo
- Resígaro
- Secoya
- Sensi
- Sharanahua
- Shawi
- Shipibo-Conibo
- Sivia Sign Language
- Spanish, Charapa
- Taushiro
- Ticuna
- Urarina
- Wampís
- Witoto, Muinani
- Witoto, Murui
- Yagua
- Yameo
- Yaminahua
- Yanesha’
- Yine
- Yora